# 川添村 (大分県)
川添村（かわぞえむら）は、大分県大分郡にあった村。現在の大分市の一部にあたる。

## 地理
大野川の流域に位置していた。

## 歴史
- 1889年（明治22年）4月1日、町村制の施行により、北海部郡広内村、宮河内村、種具村、大分郡迫村が合併して村制施行し、川添村が発足[1][2]。旧村名を継承した広内、宮河内、種具、迫の4大字を編成[2]。
- 1950年（昭和25年）1月1日、所属郡が大分郡に変更[1][2]。
- 1954年（昭和29年）3月31日、大分郡鶴崎町、明治村、高田村、松岡村と合併し、市制施行し鶴崎市を新設して廃止された[1][2]。

## 産業
- 農業